# Rudolf Schwarzkogler
Rudolf Schwarzkogler, né le 13 novembre 1940 à Vienne et mort le 20 juin 1969, est un artiste performeur et un photographe autrichien associé à l'actionnisme viennois, groupe dont faisaient partie, entre autres, Günter Brus, Otto Muehl, et Hermann Nitsch.

## Biographie
Rudolf Schwarzkogler est principalement connu pour ses photographies représentant ses Aktions, dont l'iconographie met en scène un poisson éventré, un poulet mort, des ampoules électriques, des liquides colorés, des objets ligotés ou encore un homme drapé dans la gaze à la façon d'une momie.
Il existe un mythe, qu'on retrouve dans la presse, selon lequel Schwarzkogler serait décédé des suites d'une mutilation volontaire lors d'une performance, au cours de laquelle il se serait tranché le pénis,,. La légende a pu être entretenue par une série de photos représentant un homme aux parties génitales cachées par un poisson éventré - néanmoins, ce n'est pas Schwarzkogler lui-même qui pose sur ces photos, mais son modèle et ami Heinz Cibulka, devenu par la suite un photographe de renom.
Il est en effet avéré que Schwarzkogler a trouvé la mort en se jetant ou en tombant accidentellement de la fenêtre du quatrième étage d'un immeuble, souhaitant peut-être imiter le Leap into the Void (« le saut dans le vide ») d'Yves Klein.

## Expositions

### Expositions personnelles
- 10 décembre 1992 - 31 janvier 1993 : Rudolf Schwarzkogler, Museum Moderner Kunst Stiftung Ludwig Wien, Vienne (Autriche)[6].

### Expositions collectives
- 1998 - 1999 : Out of actions : zwischen Performance und Objekt, 1949-1979 ; exposition présentée successivement au Musée d'Art contemporain de Los Angeles, à l'Österreichisches Museum für angewandte Kunst, Vienne (Autriche)[7], au Musée d'Art contemporain de Barcelone et au Musée d'Art contemporain de Tokyo.
- 8 juillet - 15 août 1999 : The Human Touch. L'Actionnisme viennois et la photographie, 1964-1970 (photographies de Günter Brus, Otto Muehl, Hermann Nitsch, Rudolf Schwarzkogler et Kurt Kren), lors des 30es Rencontres de la photographie d'Arles[8].